# Port Lavaca
Port Lavaca är en stad i den amerikanska delstaten Texas med en yta av 35,3 km² och en folkmängd som uppgår till 12 035 invånare (2000). Port Lavaca är administrativ huvudort i Calhoun County.

## Kända personer från Port Lavaca
- Steven Saylor, författare